# Mezilaurus opaca
Mezilaurus opaca là loài thực vật có hoa trong họ Nguyệt quế. Loài này được Kubitzki & van der Werff miêu tả khoa học đầu tiên năm 1987.